# Lewis Irving
Lewis Irving (Quebec City, 10 novembre 1995) è uno sciatore freestyle canadese, specialista nei salti e vincitore della medaglia di bronzo nella gara a squadre alle Olimpiadi invernali di Pechino 2022.

## Palmarès

### Giochi olimpici
- 1 medaglia:
  - 1 bronzo (salti a squadre miste a Pechino 2022)

### Coppa del Mondo
- Miglior piazzamento nella Coppa del Mondo di salti: 5º nel 2020
- 8 podi:
  - 2 secondi posti
  - 6 terzi posti